# Corps Brandenburgia-Berlin zu Cleveland/Ohio
Das Corps Brandenburgia-Berlin zu Cleveland/Ohio war von 1937 bis 2001 eine deutsch-amerikanische Studentenverbindung in Cleveland. Das Corps war die einzige über einen längeren Zeitraum bestehende waffenstudentische Korporation in den Vereinigten Staaten.

## Couleur und Wappen
Die Farben des Corps waren schwarz-weiß-hellblau. Dazu wurde ein hellblauer Stürmer oder ein hellblaues Tönnchen getragen.
Das Wappen des Corps war geviert und mit einem Herzschild belegt. Es zeigte in I) den brandenburgischen Adler rot in Weiß, II) den preußischen Adler schwarz in Weiß, III) das Bundeszeichen mit gekreuzten Schlägern in einem Laubkranz und dem Stiftungsdatum 17. VII. 1937, IV) die Farben des Corps. Auf dem Herzschild war der Zirkel des Corps zu sehen.

## Geschichte
Nachdem das deutsche Corpsleben im Oktober 1935 mit der Auflösung der traditionellen Korporationsverbände erloschen war, fand sich im Frühjahr 1937 in Berlin eine Gruppe von Deutschen und amerikanischen Austauschstudenten um Siegfried von Prittwitz und Gaffron (1915–1945) und Wilhelm Karl von Uhlenhorst-Ziechmann (1920–2001) zusammen und bildete einen „Kameradschaftskreis Sanssouci“, aus dem heraus sich in Anlehnung an die Tradition der aufgelösten Corps Marchia und Borussia Berlin am 17. Juli 1937 im Haus Vaterland am Potsdamer Platz das Corps Brandenburgia konstituierte. Da die dauerhafte Wiederbelebung der Corpstraditionen unter dem Nationalsozialismus nicht möglich war, sahen die Stifter von vornherein die Verlegung an eine Universität in den Vereinigten Staaten vor. Die Wahl fiel auf Cleveland, weil von dort ein Teil der Stifter stammte, darunter Uhlenhorst-Ziechmann, der über den Karl-Schurz-Schüler- und Studentenaustausch nach Berlin gekommen war.
Der Betrieb in Cleveland wurde im Wintersemester 1937/38 aufgenommen. Die Mitglieder waren überwiegend deutsche, später auch vermehrt ungarische Studenten der Western Reserve University, des Case Institute of Technology (beide 1967 vereinigt zur Case Western Reserve University) und des Fenn College of Engineering (heute Teil der Cleveland State University). Der Anteil adeliger Mitglieder war in den ersten Jahren sehr hoch. Der Versuch, in Berlin noch einmal einen Zweigconvent zu errichten, wurde 1939 durch den Ausbruch des Zweiten Weltkriegs verhindert. Nachdem mehrere Aktive zum Militär eingezogen worden waren, wurde im September 1943 auch der Betrieb in Cleveland suspendiert. Die Rekonstitution erfolgte durch die Reaktivierung von sechs Inaktiven der Brandenburgia am 1. Februar 1947. Seit Anfang der 1950er Jahre bestanden Kontakte zu deutschen Corps, vor allem des Weißen Kreises. Vermittelt wurden sie durch den früheren deutschen Vizekonsul in Cleveland Wilhelm Günter von Heyden, Mitglied des Corps Borussia Bonn, der 1938/39 bei Brandenburgia verkehrte und ab 1954 selbst Angehöriger des Corps war. Unter dem Vorort Köln schloss der Kösener Senioren-Convents-Verband (KSCV) mit Brandenburgia 1954 ein offizielles Vorstellungsverhältnis ab. Mit mehreren Kösener Corps tauschte Brandenburgia in den folgenden Jahrzehnten Zweibänderleute aus. 1973 initiierte Brandenburgia die Rekonstitution des Corps Teuto-Rugia und bildete mit diesem den Senioren-Convent zu Cleveland. Nach Uhlenhorst-Ziechmanns Tod im Juli 2001 suspendierte das Corps.

## Fechtbetrieb
1947 nahm Brandenburgia den Comment des Schweizerischen Waffenrings an. Seit dem Wintersemester 1951/52 bestand ein nominelles Paukverhältnis mit der Verbindung Goto-Rugia. Der Paukkomment variierte später vom Jenenser bis zum Heidelberger. Da die anderen in Cleveland ansässigen Korporationen nicht in der Lage waren, ausreichend Gegenpaukanten zu stellen, wurde lange Zeit auch intern, d. h. unter Corpsbrüdern, gefochten. Die Mensuren fanden in der Regel auf dem Besitz des Organisators Uhlenhorst-Ziechmann in Shaker Heights statt.

## Mitglieder
- Franz Josef II. (Liechtenstein) (1906–1989), Inhaber der Corpsschleife
- Sigismund von Preußen (1896–1978), zweiter Sohn des Prinzen Heinrich von Preußen, Plantagenbesitzer in Costa Rica
- Friedrich Ferdinand Prinz zu Schleswig-Holstein-Sonderburg-Glücksburg (1913–1989), Offizier, Kaufmann, Reeder und Bürgervorsteher von Glücksburg